# Ourapteryx caecata
Ourapteryx caecata är en fjärilsart som beskrevs av Max Joseph Bastelberger 1911. Ourapteryx caecata ingår i släktet Ourapteryx och familjen mätare. Inga underarter finns listade i Catalogue of Life.

## Bildgalleri

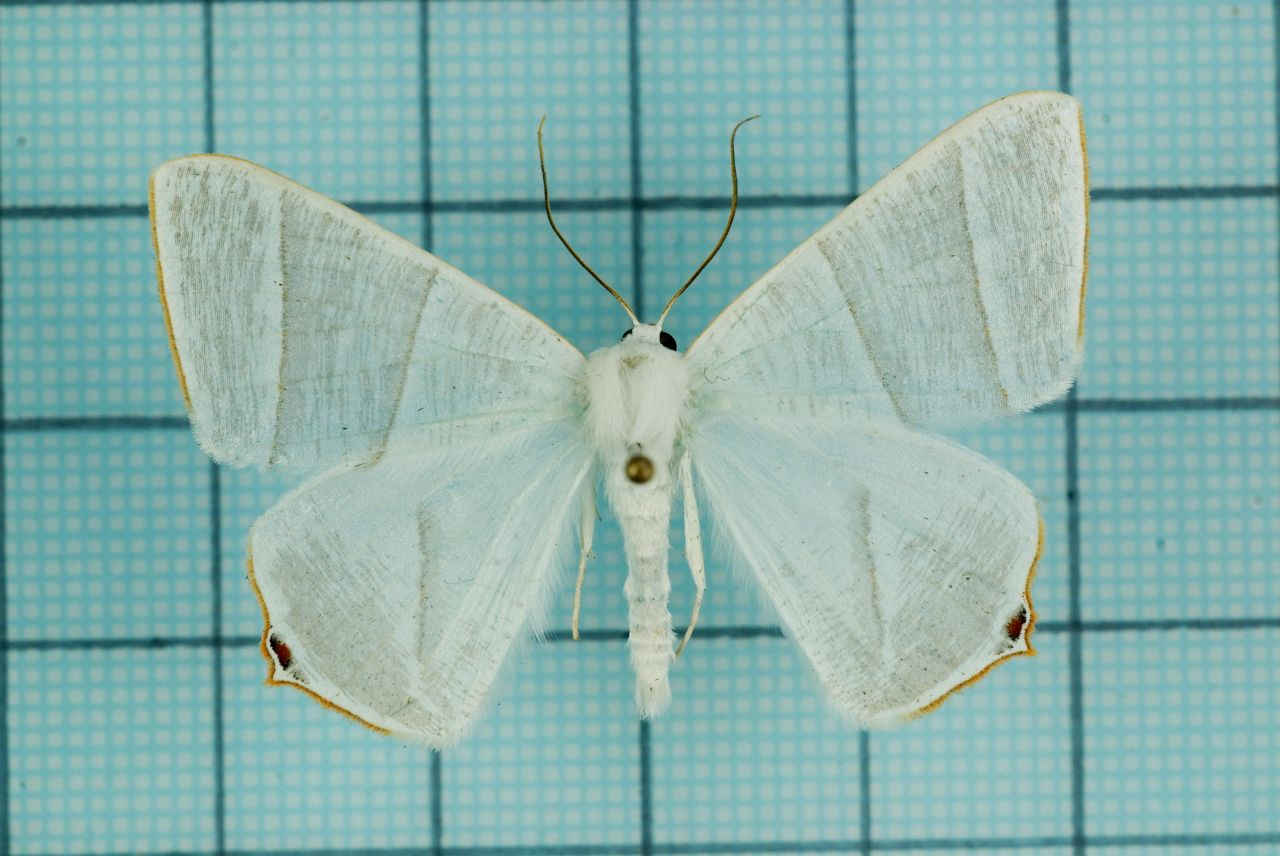
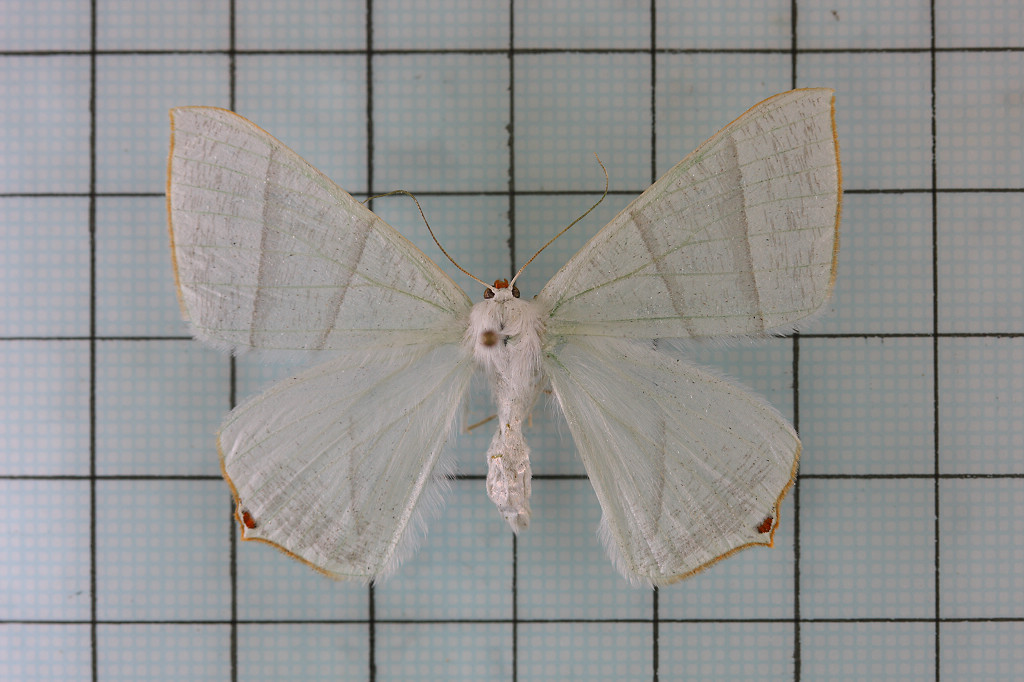
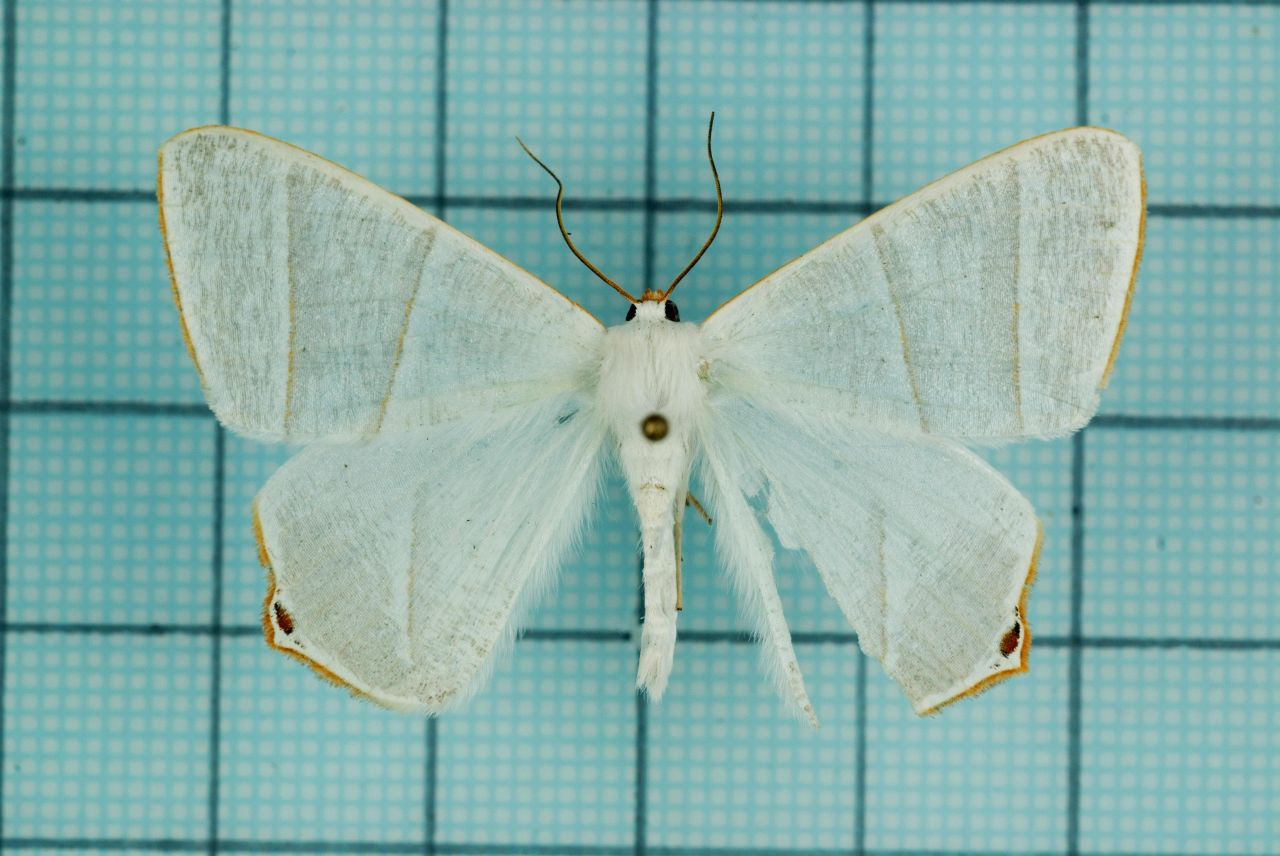
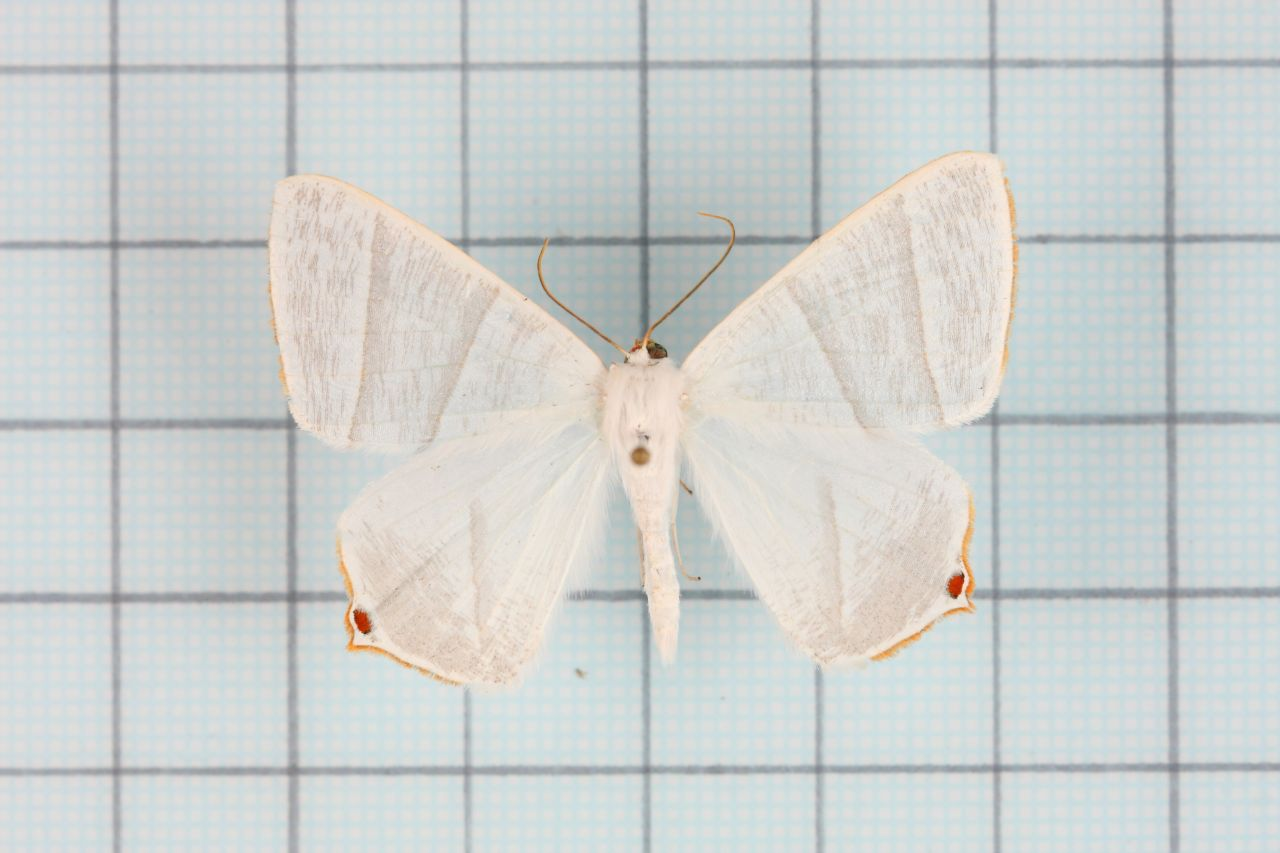
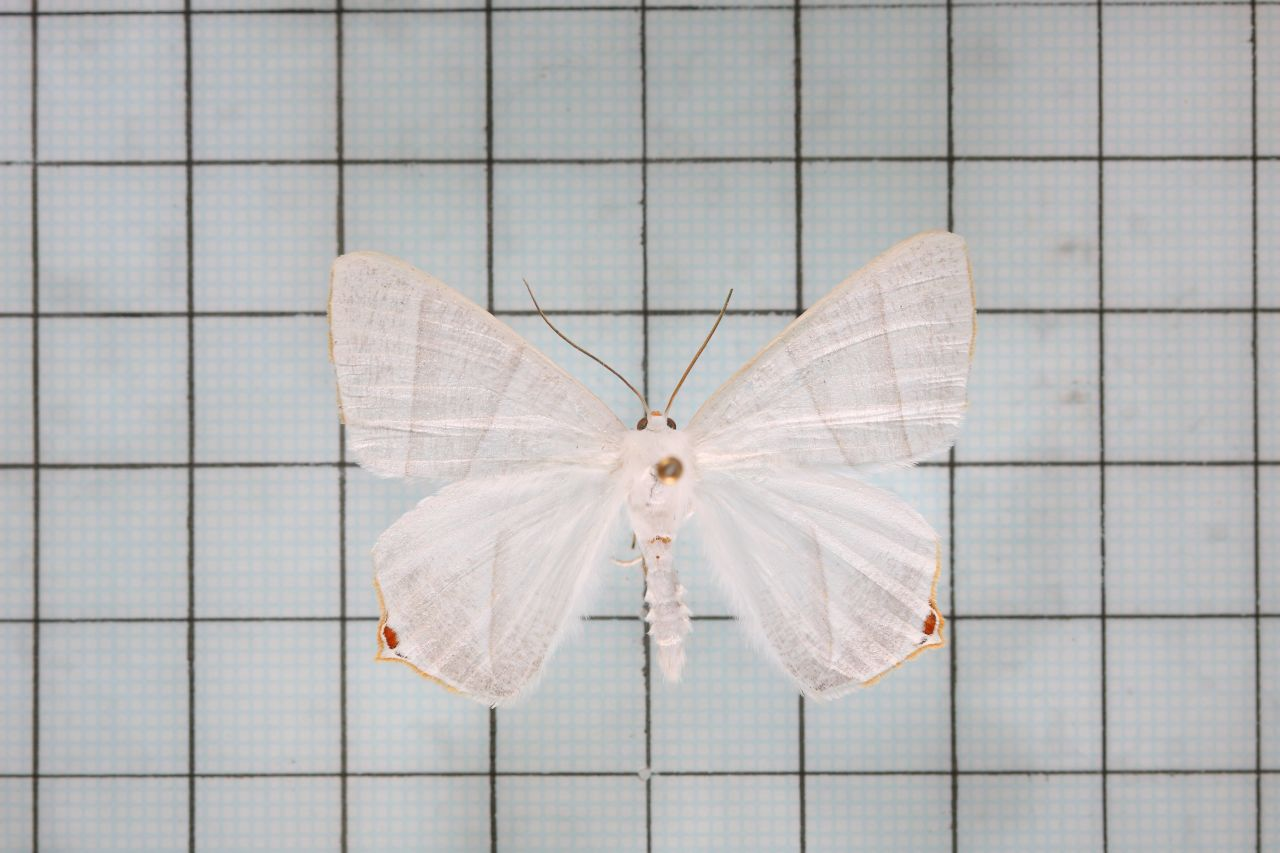
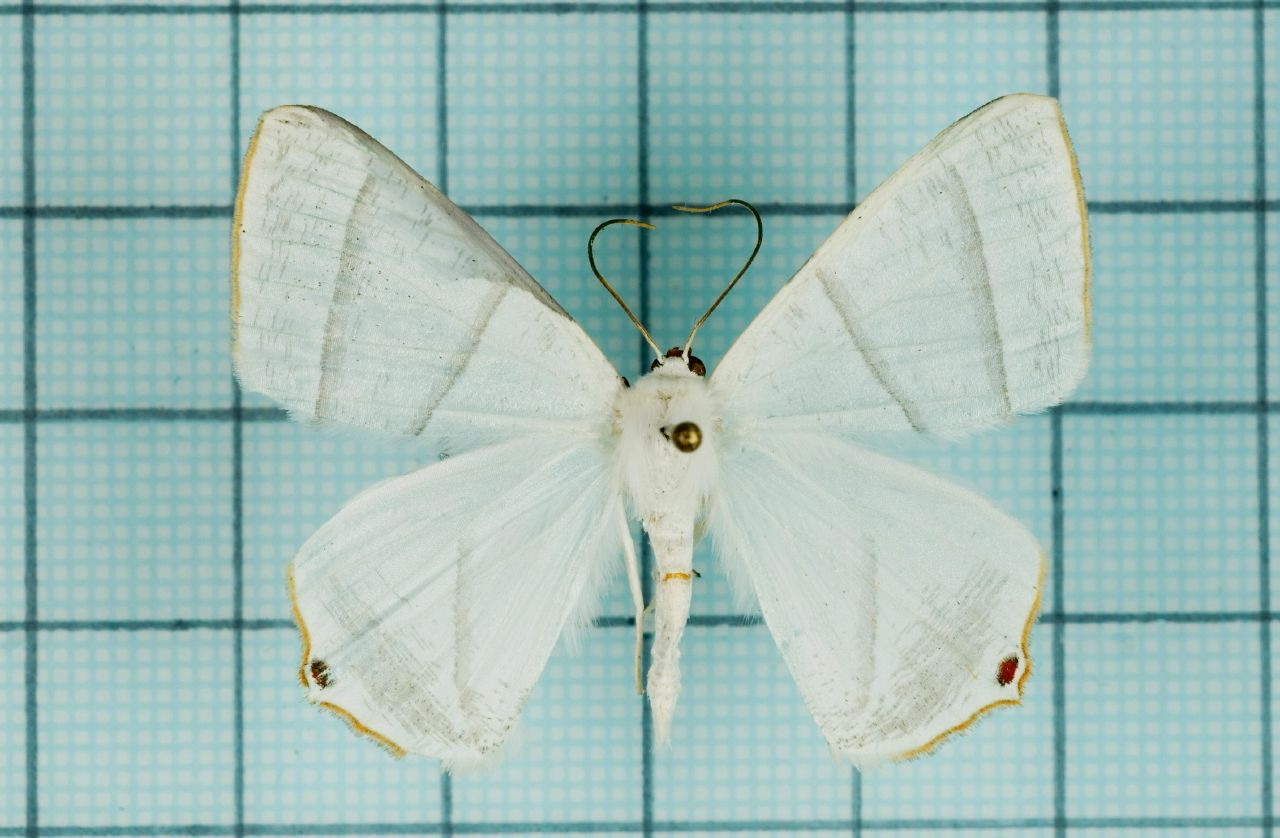